# Asterix u Britaniji
Asterix u Britaniji (fra. Asterix chez les Bretons) je francuski animirani film iz 1986. snimljen po istoimenom stripu. To je peti animirani film iz serijala o Asterixu.

## Ekipa
Režija: Pino Van Lamsweerde 
Glasovi: Roger Carel (Asterix), Pierre Tornade (Obelix), Pierre Mondy (Cetinlapsus), Graham Bushnell (Jolitorax) i drugi.

## Radnja
50 g. p. k. Gaj Julije Cezar je napao Britaniju i uspio osvojiti veliki dio otoka zahaljujući činjenici da se Britanci ne bore vikendom i piju vruću vodu. No, jedno je malo selo ostalo neosvojeno te je poslalo vjernog Antiklimaxa da otiđe u Galiju po čarobni napitak po pomoć. Druid u neovisnom selu u Galiji napravi cijelu bačvu napitka za Britaniju te zaduži Asterixa i Obelixa da otprate Antiklimaxa do njegovog sela. Trio sretno stigne u Britaniju, ali im bačva biva konfiscirana od Rimljana a Obelix se po prvi put u životu napije...

## Zanimljivosti
- Prema ovom filmu, Englezi su pili "toplu vodu" prije nego što im je Asterix stavio lišče u nju i izumio čaj.
- Klišej o groznoj engleskoj kuhinji biva spomenut više puta.
- Big Ben se može vidjeti u jednoj sceni, ali u "starijoj verziji".

## Kritike
Kritičar Michael Mackenzie je u svojoj recenziji napisao: "U uvjetima ugođaja, Asterix u Britaniji je definitivno bliži stripovima, i uistinu u mnogo pogleda je najbolji Asterix film u grupi, pošto je vjerojatno jedini koji je došao blizu stila humora stripova...Film je pun duhovitih opservacija o britanskim stereotipovima i vizualnih gegova koji povremeno čak i zasjene originalni strip, a moji favoriti su drveni Big Ben 50 godina prije Krista i parlament". Richard Scheib je zapisao: "Film je adaptacija stripa iz 1966. te je vrlo vjeran originalu. Kao takav je razmjerno živahan i zabavan, iako priča postaje pomalo usporena u sredini. I kao uvijek, iako je ovo dječja priča, javlja se i drugačija razina pametne satire".

## Vanjske poveznice
- Asterix u Britaniji u internetskoj bazi filmova IMDb-a
- DVD recenzija
- Recenzija  Arhivirana inačica izvorne stranice od 6. rujna 2006. (Wayback Machine)